# Schefflera lucumoides
Schefflera lucumoides är en araliaväxtart som först beskrevs av Joseph Decaisne, Jules Émile Planchon och Élie Marchal, och fick sitt nu gällande namn av David Gamman Frodin och Pedro Fiaschi. Schefflera lucumoides ingår i släktet Schefflera och familjen araliaväxter. Inga underarter finns listade.